# Cesare di Acireale
Il Cesare di Acireale è un busto in marmo probabilmente lunense ritrovato nel 1675 durante i lavori di costruzione di fortificazioni spagnole in funzione antifrancese diretti dall'architetto militare Carlos de Grunenbergh a Capo Mulini, una frazione marinara del comune di Acireale  che guarda verso l'isola Lachea ubicata in corrispondenza della discussa città greco-romana di Xiphonia-Akis; oggi è conservato nella Biblioteca e Pinacoteca Zelantea. 
L'archeologo e numismatico tedesco Erich Boehringer che prendeva parte a delle ricerche tenute in Sicilia durante il 1929-30, ebbe l'opportunità di studiare accuratamente il reperto, sul quale redasse un saggio ripubblicato nel 1980 nell'edizione Memorie e Rendiconti, serie II-vol. X dell'Accademia degli Zelanti e dei Dafnici di Acireale.

## Storia
Al ritrovamento del busto seguì nel 1730 il rinvenimento di un'iscrizione su un acroterio che il Vigo dice custodito dai Domenicani di Acireale: «C.IVL.CAESAR», mai visibile al pubblico. Dapprima la testa venne attribuita ad un fauno o, più in generale, a una creatura mitologica delle foreste; più tardi a Cicerone e, solamente a fine Ottocento, si accolse l'ipotesi del Cesare. 
Lionardo Vigo  attribuisce la testa a Cicerone, anche se non aveva il porro comunque non osservabile dopo la rottura del naso del busto, avvenuta, secondo la tradizione del luogo, circa 70 anni prima della redazione del saggio di E. Boehringer.

## Descrizione
Oggigiorno, a parte un'evidente rottura sulla punta del naso, una meno evidente sull'orecchio destro e nell'angolo destro del labbro superiore, la testa è quasi intatta e vi è traccia della pittura degli occhi. Sul petto è presente una vistosa ricostruzione di un grosso frammento.
La fronte è divisa in due parti e le rughe sono marcate e perlopiù orizzontali, immancabile icona dell'età Repubblicana. Dai tratti del viso è possibile dedurre un accurato senso di osservazione e abile mano da parte dello scultore che dona naturalezza al complesso.
L'attenzione cade ora sulla bocca: inespressiva, grande, tirata, troppo larga; vista singolarmente suggerisce cattiveria ma secondo l'intero complesso può anche esser letta come predisposizione alla clemenza. Il labbro superiore è magro e contratto, quasi per esprimere rassegnazione; invece, il labbro inferiore, più carnoso e marcato, denota sensualità. 
Può esser espressa una critica circa la conformazione del mento, il quale, anche secondo il parere di E. Boehringer, risulta troppo piccolo per un uomo d'azione ma nell'insieme abbastanza autoritario e «deciso come un elemento architettonico, come il kymation di Lesbo».
Gli orecchi appaiono piccoli e attaccati alla zona temporale , altro segnale di fattura repubblicana, perché rappresentare una figura illustre come quella di Cesare con le cosiddette 'orecchie a sventola' sarebbe stato indegno ed irrispettoso. Le palpebre superiori sono piene e pesanti, quelle inferiori più piccole ma nettamente staccate dal sacco lacrimale; l'occhio destro è leggermente più piccolo e sporgente del sinistro; inoltre, al loro interno è stata impressa la figura dell'iride, in parte coperta dalle palpebre: ciò mette in risalto uno sguardo appena divergente. 
Importante è l'assenza di calvizie sulla nuca: essa è ricoperta da sottili riccioli appena accennati, i quali, raccolti in piccole ciocche dietro gli orecchi, risultano più marcati.

## Genesi del ritratto
Nel busto della Zelantea, Cesare è rappresentato in età matura, prossima alla vecchiaia, tanto da far pensare che fosse tratto da una maschera funeraria sul modello di quelle di cera (vedi Ius imaginum). Quest'ipotesi è stata scartata poiché i tratti sono troppo tonici per ricondurre l'opera ad una di queste; perciò si suppose che fosse uno dei pochi ritratti eseguiti in vita di Cesare. Lo scultore, quindi, era stato affascinato dal personaggio, seppur in tarda età; egli possedeva una bravura magistrale nel cogliere i particolari e la tensione del volto.